# Slitherine
Slitherine ist ein englischer Spieleentwickler und Publisher mit Sitz in Epsom, der sich auf die Entwicklung von Computer-Strategiespielen spezialisiert hat.
Bekannt ist das Unternehmen für historische Strategiespielreihen wie Panzer Corps oder Close Combat und Kooperationen mit TV-Sendern. 2007 wurde die HISTORY Great Battles Serie gestartet. Für Spike TV produzierte Slitherine das Simulationsprogramm mit dem in der Serie Deadliest Warrior der Ausgang von Duellen zwischen unterschiedlichen Kriegern simuliert wurde. 2010 folgte die BBC Battle Field Academy.
Neben seinen Videospielen veröffentlicht Slitherine eine Reihe von Handbüchern für seine Tabletop Strategiespielreihe Field of Glory. Das Spiel ist ursprünglich in der Antike und dem Mittelalter angesiedelt und wurde 2010 um die Renaissance und 2012 um Napoleonische Szenarien erweitert.

## Geschichte
Slitherine wurde am 4. Juli 2000 als Slitherine Software UK Ltd gegründet.
Am 15. Dezember 2009 wurde das Unternehmen in Slitherine Ltd. umbenannt.
Am 10. Mai 2010 wurde die Fusion mit Matrix Games bekannt gegeben. Beide Unternehmen sind auf Militärsimulationen und Strategiespiele spezialisiert und formten so den nach eigenen Angaben größten auf Militärsimulationen spezialisierten Publisher.

## Spiele
Auszug aus den veröffentlichten Spielen.
- Legion/Legion Gold (2002) Plattform: Windows
- Chariots of War (2003) Plattform: Windows
- Spartan (2004) Plattform: Windows
- Gates of Troy (2005) Plattform: Windows
- Legion Arena (2005) Plattform: Windows
- Legion Arena: Cult of Mithras (2006) Plattform: Windows
- The History Channel: Great Battles of Rome (Juni 2007) Plattform: Windows, PS2, PSP
- History Great Empires: Rome (2008) Plattform: NDS
- Commander - Napoleon at War (2008) Plattform: Windows
- Military History Commander – Europe at War (Gold) (2009) Plattform: Windows, PSP, NDS
- Conquest! Medieval Realms (2009) Plattform: PC
- Horrible Histories: Ruthless Romans (2009) Plattform: Windows, Wii, NDS
- History: Ice Road Truckers (2009) Plattform: iPhone
- Field of Glory – Digital Version (2009) Plattform: Windows
- History – Great Battles Medieval (2009) Plattform: Windows, Xbox 360, PS3
- Battle Academy (2010) Plattform: Windows, iPad
- Panzer Corps (2011) Plattform: Windows, iPad
- Unity of Command (2011) Plattform: Windows
- Buzz Aldrin's Space Program Manager (2014) Plattform: Windows, iPad, Android
- Warhammer 40,000: Armageddon (2014) Plattform: Windows
- Close Combat – Gateway to Caen (2014) Plattform: Windows
- Order of Battle: World War II (2016) Plattform: Windows
- Battlestar Galactica Deadlock (2017) Plattform: Windows, Playstation 4, Xbox One, Nintendo Switch
- Warhammer 40,000: Gladius – Relics of War (2018) Plattform: Windows, Linux
- Command: Modern Operations (2019) Plattform: Windows
- Fantasy General II (2019) Plattform: Windows, Playstation 4, Xbox One, Nintendo Switch
- Unity of Command II (2019) Plattform: Windows, macOS
- Panzer Corps 2 (2020) Plattform: Windows
- Gary Grigsby's War in the East 2 (2021) Plattform: Windows
- Distant Worlds 2 (2022) Plattform: Windows
- Starship Troopers - Terran Command (2022) Plattform: Windows
- Stargate Timekeepers (voraussichtlich 2022) Plattform: Windows
- Terminator: Dark Fate - Defiance (21. Februar 2024) Plattform: Windows
- Broken Arrow (16. Juni 2025 - Vanguard Edition; 19. Juni 2025 Standard Edition) Plattform: PC